# Тьяго Сантос (футболіст, 1989)
Тьяго дос Сантос (порт. Thiago dos Santos, нар. 5 вересня 1989, Куритиба) — бразильський футболіст, півзахисник клубу «Флуміненсе».
Виступав, зокрема, за «Палмейрас», з яким став дворазовим чемпіоном Бразилії, та «Флуміненсе», ставши у його складі володарем Кубка Лібертадорес.

## Ігрова кар'єра
Народився 5 вересня 1989 року в місті Куритиба. Вихованець юнацьких команд футбольних клубів «Прудентополіс» та УРТ.
У дорослому футболі дебютував 2011 року виступами за команду «Насьйонал-МЖ», в якій провів два сезони, взявши участь у 10 матчах Серії D, а також у 20 іграх чемпіонату штату Мінас-Жерайс. Наступним клубом у кар'єрі Сантоса став «Араша», але в ньому гравцю закріпитися не вдалося, і незабаром він пішов в «Іпатінгу», а потім в «Ліненсе», зігравши в обох клубах по 14 ігор у Серії C і Лізі Пауліста відповідно.
2014 року Тьяго перейшов до «Америки Мінейру» з Серії В, де став важливим гравцем. Своєю грою за останню команду привернув увагу представників тренерського штабу клубу «Палмейрас», до складу якого приєднався у серпні 2015 року. Дебютував у вищій лізі в домашній грі 30 серпня 2015 року проти «Жоїнвіля», вийшовши на заміну замість Габріела Жезуса на 73-й хвилині. Незважаючи на те, що «Палмейрас» виграв Кубок Бразилії в 2015 році, Сантос не зіграв у тому турнірі жодної гри. У сезоні 2016 року Сантос також дебютував на міжнародному клубному рівні в складі «Палмейраса» 17 лютого 2016 року в Кубку Лібертадорес проти «Рівер Плейт Монтевідео» в першому матчі групового етапу.
У наступному сезоні 2016 року Сантос забив свій перший гол у лізі Серії А і зробив свій внесок у дев'ятий чемпіонський титул «Палмейраса». Свій гол він забив 3 червня 2016 року в домашній грі проти «Греміо» (4:3) на 84-й хвилині. У січні 2017 року було оголошено про продовження контракту Сантоса з «Палмейрасом». 10 лютого 2018 року під час гри проти «Мірассола» у рамках чемпіонату штату Сан-Паулу Сантос провів свою соту гру за «Палмейрас».
Під керівництвом нового тренера Луїса Феліпе Сколарі, який очолив «Палмейрас» у липні 2018 року, Сантос зміг зберегти своє місце в стартовому складі, а «Палмейрас» виграв свій десятий чемпіонат у 2018 році. Сантос вийшов на поле 23 рази та забив один гол. Всього відіграв за команду із Сан-Паулу п'ять сезонів своєї ігрової кар'єри. Більшість часу, проведеного у складі «Палмейраса», був основним гравцем команди.
5 грудня 2019 року Сантос перейшов до американського клубу з Major League Soccer «Даллас». Контракт, який набув чинності у січні 2020 року, був розрахований на три роки і включав опції продовження ще на два. У головній лізі США він дебютував 29 лютого 2020 року в матчі стартового туру сезону проти «Філадельфії Юніон». Всього у МЛС 2020 року він провів 22 гри і дійшов з командою до півфіналу Західної конференції.
У березні 2021 року Сантос повернувся на батьківщину, де підписав контракт із «Греміо», уклавши контракт на три роки. Хоча він зміг виграти з клубом чемпіонат штату Ріу-Гранді-ду-Сул у травні 2021 року, на якому футболіст зіграв шість ігор, йому команда вилетіла в Серію B за підсумками сезону Серії А 2021 (27 з 38 можливих ігор, забивши чотири голи). Наступного сезону Сантос провів тут 19 матчів і забив один гол у Серії B 2022 року «Греміо» посів друге місце в таблиці та з першої спроби повернувся назад до еліти.
Наприкінці березня 2023 року Тьяго Сантос перейшов у «Флуміненсе», уклавши контракт до кінця 2024 року. З «Флуміненсе» він виграв Кубок Лібертадорес 2023 року.

## Статистика виступів

### Статистика клубних виступів
| Сезон             | Команда           | Чемпіонат         | Чемпіонат | Чемпіонат | Національний кубок | Національний кубок | Національний кубок | Континентальні кубки | Континентальні кубки | Континентальні кубки | Інші змагання | Інші змагання | Інші змагання | Усього | Усього | Усього |
| Сезон             | Команда           | Ліга              | Ігор      | Голів     | Ліга               | Ігор               | Голів              | Ліга                 | Ігор                 | Голів                | Ліга          | Ігор          | Голів         | Ігор   | Голів  |        |
| ----------------- | ----------------- | ----------------- | --------- | --------- | ------------------ | ------------------ | ------------------ | -------------------- | -------------------- | -------------------- | ------------- | ------------- | ------------- | ------ | ------ | ------ |
| 2012              | «Насьйонал-МЖ»    | D+ЛМ              | 10+9      | 1+0       | КБ                 | 0                  | 0                  |                      | -                    | -                    |               | -             | -             | 19     | 1      |        |
| 2013              | «Насьйонал-МЖ»    | ЛМ                | 11        | 0         | КБ                 | 0                  | 0                  |                      | -                    | -                    |               | -             | -             | 11     | 0      |        |
| 2013              | «Араша»           | D+ЛМ              | 2+0       | 0         | КБ                 | 0                  | 0                  |                      | -                    | -                    |               | -             | -             | 2      | 0      |        |
| 2013              | «Іпатінга»        | C+ЛМ              | 14+0      | 0         | КБ                 | 0                  | 0                  |                      | -                    | -                    |               | -             | -             | 14     | 0      |        |
| 2014              | «Ліненсе»         | ЛП                | 14        | 0         | КБ                 | 0                  | 0                  |                      | -                    | -                    |               | -             | -             | 14     | 0      |        |
| 2014              | «Америка Мінейру» | B+ЛМ              | 22+0      | 1+0       | КБ                 | 2                  | 0                  |                      | -                    | -                    |               | -             | -             | 24     | 1      |        |
| 2015              | «Америка Мінейру» | B+ЛМ              | 16+10     | 3+0       | КБ                 | 3                  | 0                  |                      | -                    | -                    |               | -             | -             | 29     | 3      |        |
| 2015              | «Палмейрас»       | A+ЛП              | 13+0      | 0         | КБ                 | 0                  | 0                  |                      | -                    | -                    |               | -             | -             | 13     | 0      |        |
| 2016              | «Палмейрас»       | A+ЛП              | 25+10     | 1+0       | КБ                 | 1                  | 0                  | КЛ                   | 3                    | 0                    |               | -             | -             | 39     | 1      |        |
| 2017              | «Палмейрас»       | A+ЛП              | 25+8      | 0         | КБ                 | 3                  | 1                  | КЛ                   | 6                    | 0                    |               | -             | -             | 42     | 1      |        |
| Усього за кар'єру | Усього за кар'єру | Усього за кар'єру | 189       | 6         |                    | 9                  | 1                  |                      | 9                    | 0                    |               | -             | -             | 207    | 7      |        |

## Титули і досягнення
«Палмейрас»
- Чемпіон Бразилії: 2016, 2018
- Володар Кубка Бразилії: 2015

«Греміу»
- Переможець Ліги Гаушу: 2021, 2022, 2023

«Флуміненсе»
- Володар Кубка Лібертадорес: 2023
- Переможець Рекопи Південної Америки: 2024